# Bill Ivy
William David « Bill » Ivy (27 août 1942 – 12 juillet 1969) était un pilote britannique de Grand Prix moto originaire de Maidstone.

## Biographie
Ivy commença à piloter des motos à Brands Hatch en 1959. Il courut le championnat de vitesse moto vers la fin de la saison 1965, au cours de laquelle il finit quatrième dans deux courses 125 cm3 et troisième dans une course 250 cm3. En 1966, il courut pour l'équipe d'usine Yamaha, gagna la première course de l'année sur le circuit de Montjuïc en Espagne, et remporta trois autres victoires, pas assez cependant pour battre le pilote suisse Luigi Taveri, qui remporta le titre avec six points d'avance sur Ivy. 
En 1967, Ivy domina le championnat 125 cm3 : il gagna huit courses sur douze et finit avec 16 points d'avance sur Phil Read. De plus, il remporta deux courses 250 cm3 en France et en Belgique.
En 1968, Ivy et son équipier Phil Read dominaient les championnats 125 et 250 cm3. Yamaha leur ordonna de gagner chacun un titre, avec Ivy pressenti pour gagner le championnat 250 cm3 et Read le championnat 125 cm3. Après s'être assuré le titre 125 cm3, Read ignora les ordres de Yamaha et égalisa avec Ivy sur les points. Ils furent départagés sur les temps totaux des courses, et Read remporta le titre. Ivy, écœuré, annonça son retrait des courses moto, précisant qu'il piloterait des voitures de Formule 2 lors de la saison suivante.
Bien qu'il ait annoncé son retrait lors de la saison précédente, Ivy, probablement mû par l'idée de pouvoir prendre une revanche sur la trahison de Read, remonta en selle en 1969, pilotant pour Jawa la 350 V4 type 673. La saison démarra de manière prometteuse avec deux secondes places derrière Giacomo Agostini. Mais la suite fut dramatique : malgré d'excellentes performances, la machine tenait rarement la distance, jusqu'au Grand Prix d'Allemagne de l'Est sur le Sachsenring (Karl-Marx-Stadt redevenue Chemnitz en 1990) où le moteur se bloqua lors de la dernière séance d'essais du samedi. Selon des témoins, Bill était en train de réajuster son casque qui s'était desserré et n'aurait ainsi pu débrayer pour parer au blocage de la roue arrière. Projeté sans casque contre un muret, il fut gravement atteint à la tête et décéda trois heures plus tard à l'hôpital.
Il avait commencé une nouvelle carrière en Formule 2, obtenant une 5e place à Zolder au début du mois de juin.
Ce n'est certes pas le premier pilote à perdre la vie en course (55 pilotes ou passagers ont été tués dans le cadre d'une épreuve du championnat du Monde depuis 1949[réf. nécessaire]), mais le décès de « Little Bill » provoqua une vive émotion du fait de sa jeunesse et de son charisme.
À cette époque, chaque coureur décorait son casque avec un signe distinctif personnel, à la façon d'un écusson de chevalier. Agostini portait le tricolore italien, John Cooper deux yeux stylisés, Barry Sheene une tête de canard imitée du Donald de Disney , Kim Newcombe (néozélandais) un Kiwi stylisé, etc. 
L'emblème fétiche de Bill Ivy était une feuille de lierre (Ivy en anglais).

## Classement au championnat du monde
| Saison | Catégorie | Classement        | Moto   | Victoires |
| ------ | --------- | ----------------- | ------ | --------- |
| 1965   | 125 cm³   | 13e               | Yamaha | 0         |
| 1965   | 250 cm³   | 16e               | Yamaha | 0         |
| 1966   | 125 cm³   | 2e                | Yamaha | 4         |
| 1966   | 250 cm³   | 13e               | Yamaha | 0         |
| 1966   | 350 cm³   | 11e               | Yamaha | 0         |
| 1967   | 125 cm³   | Champion du monde | Yamaha | 8         |
| 1967   | 250 cm³   | 3e                | Yamaha | 2         |
| 1968   | 125 cm³   | 2e                | Yamaha | 2         |
| 1968   | 250 cm³   | 2e                | Yamaha | 5         |
| 1969   | 350 cm³   | 10e               | Jawa   | 0         |